# Jusuf I (Nasrydzi)
Jusuf I Mądry (ur. 29 czerwca 1318, zm. 19 października 1354) – emir emiratu Grenady od 1333 roku, 7. władca dynastii Nasrydów, syn Ismaila I, młodszy brat swego poprzednika Muhammada IV. W czasie panowania dbał o rozwój nauki i sztuki, ufundował uniwersytet w Grenadzie. W trakcie jego panowania królestwo Grenady było wielokrotnie atakowane przez wojska kastylijskie (przegrana bitwa pod Saladą czy utrata miasta Algeciras). Zmusiło to Jusufa i kolejnych władców Grenady do zwiększenia nakładów na działania obronne (fortyfikacje, wyposażenie wojska). Pod koniec panowania Jusufa emirat Granady utrzymywał ok. 60 fortec. 
Jego następcą został najstarszy syn Muhammad.